# Alumínium
Az alumínium (nyelvújításkori magyar nevén timany) a periódusos rendszer III. főcsoportjába tartozó könnyűfém. Rendszáma 13, vegyjele Al. Ezüstös színű, levegő hatására a felszínén pillanatok alatt oxidréteg alakul ki, amely megvédi a további oxidációtól. Nem színezi a lángot. Az alumíniumot és az ötvözeteit az iparban nagy mennyiségben alkalmazzák a kis sűrűségük és a kedvező mechanikai sajátságaik miatt.
Az alumínium név a latin alumen (timsó) szóból származik, melyet már az ókorban is ismertek.

## Története
Elsőként Lavoisier, majd Davy sejtette meg a timsóról, hogy az egy akkor még nem azonosított fém sója lehet, amit Davy nevezett el „alumíniumnak” a timsó angol alum szava után, de érdemben egyiküknek sem sikerült ezt a fémet kinyerniük. Ez először Ørstednek sikerült 1825-ben, majd Wöhler és Deville dolgozott tovább az előállításán. Az 1855. évi párizsi világkiállításon mutatták be a világ első 1 kg tömegű alumíniumtömbjét. Az ezüstösen csillogó fémdarabot „agyagezüstnek” nevezték, mivel agyagszerű ércből sikerült előállítani. Az alumínium ára akkoriban még az aranyéval vetekedett, így eleinte ékszereket készítettek belőle. Végül 1886-ban  Charles Martin Hall és Paul Héroult jött rá egymástól függetlenül, hogy kriolitos elektrolízissel nagy mennyiségben előállítható, így az értéke is rohamosan zuhanni kezdett a 20. század elejére.

## Jellemzői
Az alumínium puha, vágható, ezüstfehér, porrá törve szürke könnyűfém. A levegő oxigénjével gyorsan reagál, és a felületét védő alumínium-oxid (Al2O3) miatt passzív: a tömény savak nem támadják meg. Amfoter jellegű, ebből következik, hogy lúgok (nátrium-hidroxid, kálium-hidroxid) és híg savak (sósav, citromsav, kénsav) is oldják aluminátok, illetve alumínium-sók képződése közben. Ha eltávolítjuk az oxidréteget, reagál vízzel; ekkor alumínium-hidroxid (Al(OH)3) keletkezik és hidrogéngáz szabadul fel. Az alumíniumtermékeken a védő oxidréteget mesterségesen vastagítják (eloxálás). Az alumíniumedényeket nem jó súrolni, mert a védőréteg nélkül az alumínium reakcióba lép a levegő oxigénjével és víztartalmával.
Fizikai tulajdonságai:
- sűrűsége: 2700 kg/m³,
- olvadáspontja: 660 °C,
- forráspontja: 2519 °C.

Kristályrácsa lapközepes köbös. Nem mágnesezhető. Szakítószilárdsága kicsi. Rosszul önthető. Kiváló hő- és elektromos vezető.

## Előfordulása
Az alumínium az oxigén és a szilícium után a földkéreg harmadik leggyakoribb eleme. Nagy kémiai reakcióképessége miatt elemi állapotában nem fordul elő. Fontos összetevője az agyagásványoknak, a bauxitnak, a csillámoknak és számos kőzetalkotó ásványnak, az úgynevezett alumínium-szilikátoknak.

## Előállítása
Régebben alumínium-klorid nátriumos redukciójával, a Wöhler-eljárással állították elő:
{\displaystyle \mathrm {AlCl_{3}+3\ Na\rightarrow Al+3\ NaCl} \,\!}
Ma az alumíniumgyártás nyersanyaga a bauxit. A bauxitot először a Bayer-eljárással timfölddé alakítják, tehát az alumínium-oxidot nagy hőmérsékleten, NaOH-oldattal oldják ki. A keletkezett aluminátlúgot ülepítéssel és szűréssel szétválasztják a fel nem oldott nagy vastartalmú maradéktól, a vörösiszaptól. Az oldatból hígítással és hűtéssel választják ki az alumínium-hidroxidot. Ezt szűrik, majd csőkemencében víztelenítik (kalcinálják), aminek eredményeként alumínium-oxid képződik. Ezután a Hall–Héroult-eljárással a timföldhöz kriolitot kevernek, hogy csökkentsék olvadáspontját, majd hevítik, és elektrolízissel alumíniummá redukálják:
{\displaystyle \mathrm {2\ Al_{2}O_{3}\rightarrow 4\ Al+3\ O_{2}} \,\!}
Negatív elektródként grafittal, vagy tiszta szénnel bélelt acél kádakat használnak, és az olvadékba felülről merítik a pozitív pólust, ami szintén szén vagy grafit. Az a pozitív elektródon fejlődő oxigén szén-dioxiddá és (mérgező) szén-monoxiddá oxidálja a szén- vagy grafitelektródot, amit ezért időnként cserélni vagy pótolni kell. Az alumínium a kád alján gyűlik össze.

## Vegyületei
Lásd még: Az alumínium vegyületei
Gyakoribb vegyületei:
| Képlet    | Név                     |
| --------- | ----------------------- |
| Al2O3     | alumínium-oxid, timföld |
| Al(OH)3   | alumínium-hidroxid      |
| Al2Br6    | alumínium-bromid        |
| AlCl3     | alumínium-klorid        |
| Al2(SO4)3 | alumínium-szulfát       |
| Al(NO3)3  | alumínium-nitrát        |
| AlPO4     | alumínium-foszfát       |
| Na3AlF6   | kriolit                 |

## Ötvözetei
Fő ötvözői: Cu, Mg, Si járulékos ötvözői: Ni, Mn
- Dúralumínium (vagy dural) ötvözetek (Al-Cu)
- Hidronálium ötvözetek (Al-Mg)
- Szilumin ötvözetek (Al-Si)

## Felhasználása
- ötvözetek formájában repülőgépek, gépkocsik gyártására
- csomagolóanyagként (alufólia, üdítős dobozok)
- por alakban
  - redukálószerként fémek előállítására
  - fedőfestékként megfelelő kötőanyaghoz keverve (metál festékek)
- elektromos huzalok gyártása
- szerkezeti elemek gyártása (állványok stb.)
- fémek előállítása (aluminotermia)
- vegyiparban az ellenállóság kihasználása
- timsó
- útjelző táblák

## Élettani tulajdonságai
Oldott állapotban a fehérjéket irreverzibilisen kicsapja, ezért sóit, például a timsót (KAl(SO4)2·12H2O) vérzéscsillapítónak használják.
Valószínűleg szerepet játszik az Alzheimer-kór kialakulásában.
A szervezetbe került nagyobb mennyiségű alumínium alumíniummérgezést okozhat, amelynek tünetei a következők:
- kiszáradt bőr,
- fejfájás,
- felfúvódás,
- gyomorégés,
- emlékezetvesztés,
- izombénulás,
- zavartság,
- a nyálkahártya kiszáradása,
- megfázásra való hajlam.[4]

## Iparilag előállított tiszta alumínium
A timföldből elektrolízissel 99,7% 99,5%-os és 99,0%-os tisztaságú kohóalumíniumot lehet előállítani. Ez jó korrózióállóságú, kis villamos ellenállású, de kis szilárdságú fém. Előnyös tulajdonságai a szennyezők csökkentésével javulnak. Az alumínium finomítását többszöri elektrolízissel végzik. Ezzel a módszerrel 99,99%-os tisztaságú alumínium állítható elő. Ez a művelet igen energiaigényes: 1 kg kohóalumínium előállításához 20 kWh, 1 kg nagytisztaságú alumíniumhoz pedig 39-40 kWh villamos energia szükséges. A tiszta alumínium képlékeny alakíthatósága kitűnő, de nehezen forgácsolható (kenődik).

### Nagytisztaságú alumínium
A 99,99%-os alumínium felhasználása lemez, szalag, rúd és huzal formájában történik. Elsősorban a villamosipar, a vegyipar és a műszeripar dolgozza fel. A fém szilárdságát kismennyiségű magnézium ötvözésével javítják, ez nem jár a vezetőképesség, korrózióállás és jó hidegalakíthatóság romlásával.
| Anyagminőség | Anyagminőség | Al 99,99% | Al 99,99% | Al 99,99%    | Al 99,99%  |
| Jellemzők    | Jellemzők    | Al 99,99% | +0,73% Mg | +1,6-1,9% Mg | +2,5-3% Mg |
| ------------ | ------------ | --------- | --------- | ------------ | ---------- |
| Rm N/mm²     | lágy         | 35-60     | 100       | 150-180      | 200-220    |
| Rm N/mm²     | félkemény    | 70-100    | -         | -            | -          |
| Rm N/mm²     | kemény       | 110-138   | 190       | 200-250      | 280-300    |
| σF N/mm²     | lágy         | 13-22     | 35        | 70-90        | 110-130    |
| σF N/mm²     | félkemény    | 30-60     | -         | -            | -          |
| σF N/mm²     | kemény       | 100-128   | 184       | 170-210      | 230-260    |
| δ10 %        | lágy         | 50-40     | 27,2      | 26           | 26         |
| δ10 %        | félkemény    | 9-5       | -         | -            | -          |
| δ10 %        | kemény       | 5-4       | 3,8       | 4-5          | 4-5        |
| HB           | lágy         | 12-15     | 29,2      | 56           | 65         |
| HB           | félkemény    | 18-24     | -         | -            | -          |
| HB           | kemény       | 25-30     | 48,4      | 75           | 90         |

### Kohóalumínium
A kohóalumíniumot ötvözési célokra 15 kg-os tömbökben, plasztikus feldolgozásra 100–180 kg tömegű hengerlési, illetve préstuskókban hozzák forgalomba.
| Anyagminőség | Anyagminőség | Al 99,7 és Al 99,5 | Al 99,7 és Al 99,5 | Al 99,7 és Al 99,5 | Al 99,7 és Al 99,5 | Al 99,3 és Al 99 | Al 99,3 és Al 99 | Al 99,3 és Al 99 | Al 99,3 és Al 99 |
| Anyagminőség | Anyagminőség | lemez              | rúd                | cső                | huzal              | lemez            | rúd              | cső              | huzal            |
| ------------ | ------------ | ------------------ | ------------------ | ------------------ | ------------------ | ---------------- | ---------------- | ---------------- | ---------------- |
| Rm N/mm²     |              |                    |                    |                    |                    |                  |                  |                  |                  |
| lágy         | 70           | 70                 | 70                 | 65-90              | 80                 | 80               | 80               | 65-90            |                  |
| félkemény    | 100          | 90                 | 90                 | 110-160            | 110                | 100              | 100              | 110-160          |                  |
| kemény       | 130          | 130                | 140-180            | 140                | 140                | 140              | 140              | 140-180          |                  |
| δ10 %        | lágy         | 22                 | 22                 | 22                 | 22                 | 20               | 22               | 20               | 22               |
| δ10 %        | félkemény    | 6                  | 6                  | 5                  | 4                  | 4,5              | 5                | 4                | 4                |
| δ10 %        | kemény       | 4                  | 3                  | 2                  | 2                  | 3                | 3                | 2                | 2                |
| HB           | lágy         | 18-25              | 18-24              | -                  | -                  | 20-30            | 20-26            | -                | -                |
| HB           | félkemény    | 25-35              | 26-33              | -                  | -                  | 30-38            | 28-35            | -                | -                |
| HB           | kemény       | 35-40              | 35-38              | -                  | -                  | 38-45            | 37-42            | -                | -                |

## Óvintézkedések
Megfelelő tárolás esetén nem reakcióképes, veszélytelen.